# 傲视天地
《傲視天地》是一款以三國時代為背景的戰爭策略網頁遊戲。由上海銳戰研製作，傲世堂出品，有多個代理商。台服代理商初期為崑崙在線，現已由奇米代理。游戏從黃巾时期入手，後可選擇吳、蜀、魏三大陣營，中期转战中国历史各个朝代。

## 玩法
玩家可在遊戲中挑選各式武將，並且在遊戲過程進行排列佈陣，征戰NPC或是攻擊敵國玩家的策略行動。每個武將有不同特色、兵種以及戰法，總共8個陣形、超過100個武將可選擇。